# Émile Jean-Fontaine
Émile Jean-Fontaine est un skipper et libraire français né le 16 mars 1839 à Paris où il est mort le 28 décembre 1905,. 

## Carrière
Émile Jean-Fontaine est membre du Cercle de la voile de Paris des années 1880 à sa mort. Il contribue à créer la jauge Godinet en 1892.
Libraire installé au 30 boulevard Haussmann, il se lie d'amitié avec le peintre Gustave Caillebotte habitant dans la même rue ; il est le modèle de l'une de ses œuvres, Portrait de E.-J. Fontaine, Libraire.
Il participe aux deux courses de classe 2-3 tonneaux aux Jeux olympiques d'été de 1900, à bord du Gwendoline. Il remporte la médaille de bronze à l'issue de la première course.